# 선직다양체

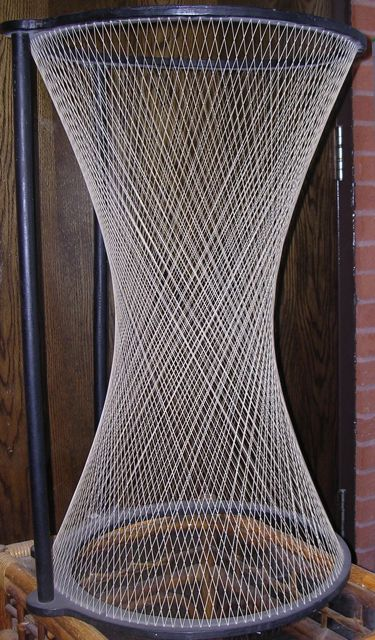
일엽 쌍곡면은 실수 위의 선직다양체이다.

대수기하학에서 선직다양체(線織多樣體, 영어: ruled variety)는 어떤 직선을 움직인 궤적으로 나타낼 수 있는 대수다양체이다.

## 정의
대수적으로 닫힌 체 {\displaystyle K} 위의 선직다양체는 사영 직선 {\displaystyle \mathbb {P} _{K}^{1}}과 {\displaystyle K} 위의 대수다양체 {\displaystyle V}의 곱 {\displaystyle \mathbb {P} _{K}^{1}\times V}와 쌍유리 동치인 대수다양체이다.
대수적으로 닫힌 체 {\displaystyle K} 위의 대수다양체 {\displaystyle X}에 대하여, 만약
- {\displaystyle K} 위의 대수다양체 {\displaystyle Y}
- 우세 유리 사상 {\displaystyle \phi \colon Y\times \mathbb {P} ^{1}-\!\to X}

이 존재하며, 또한
- {\displaystyle \phi =\chi \circ \pi _{Y}} ({\displaystyle \pi _{Y}\colon Y\times \mathbb {P} _{K}^{1}-\!\to Y}는 {\displaystyle Y}로의 사영)

인 우세 유리 사상 {\displaystyle \chi \colon Y-\!\to X}이 존재하지 않는다면,  {\displaystyle X}를 단선직다양체(單線織多樣體, 영어: uniruled variety)라고 한다.
선직면(線織面, 영어: ruled surface)은 선직다양체인 대수 곡면이다.

## 성질
표수가 0인 대수적으로 닫힌 체 위의 단선직다양체의 고다이라 차원은 {\displaystyle -\infty }이다.
표수가 0인 대수적으로 닫힌 체 위의, 3차원 이하의 대수다양체에 대하여, 다음 두 조건이 서로 동치이다.
- 단선직다양체이다.
- 고다이라 차원이 {\displaystyle -\infty }이다.

이는 모든 차원에서 성립한다고 추측되지만, 아직 4차원 이상의 경우는 증명되지 않았다.
단선직성은 체의 확대에 따라 보존된다. 그러나 선직성은 체의 확대에 따라 보존되지 않는다. 예를 들어, 사영 평면 속의 원뿔 곡선
{\displaystyle x^{2}+y^{2}+z^{2}=0}
은 실수체 위에서는 단선직곡선이지만 선직곡선이 아니다. 그러나 복소수체 위에서는 (복소수 사영 직선 {\displaystyle \mathbb {P} _{\mathbb {C} }^{1}}과 동형이므로) 이는 단선직곡선이며 선직곡선이다.

## 예
표수 0인 체 {\displaystyle K} 위의 사영 공간 {\displaystyle \mathbb {P} _{K}^{n}} 속의, {\displaystyle d}차 비특이 초곡면에 대하여, 다음 세 조건이 서로 동치이다.
- 차수가 {\displaystyle d\leq n}이다.
- 단선직곡선이다.
- 파노 다양체이다.

## 참고 문헌
- Fischer, Gerd; Jens Piontkowski. 《Ruled Varieties: An Introduction to Algebraic Differential Geometry》 (영어). American Mathematical Society. ISBN 978-3-528-03138-1.

## 같이 보기
- 전개 가능 곡면